# Věra Šťastná
Věra Šťastná (7. srpna 1923 – ???) byla česká a československá politička Komunistické strany Československa a poúnorová poslankyně Národního shromáždění ČSR a Národního shromáždění ČSSR.

## Biografie
Za války pracovala v rámci totálního nasazení jako úřednice v královéhradecké Družstevní mlékárně . Její otec byl státní zaměstnanec, matka domácí švadlenou. V roce 1948 se uvádí jako úřednice a tajemnice KSČ, bytem Nový Hradec Králové.
Ve volbách roku 1948 byla zvolena do Národního shromáždění za KSČ ve volebním kraji Hradec Králové. Mandát získala i ve volbách v roce 1954 (volební obvod Hradec Králové) a ve volbách v roce 1960 (nyní již jako poslankyně Národního shromáždění ČSSR za Východočeský kraj). V parlamentu zasedala do konce funkčního období, tedy do voleb v roce 1964.
Zastávala i stranické posty. K roku 1954 se profesně uvádí jako pracovnice Krajského výboru KSČ v Hradci Králové. XI. sjezd KSČ ji zvolil kandidátkou Ústředního výboru Komunistické strany Československa.
V roce 1958 byla předsedkyní ONV v Dvoře Králové. Roku 1968 působila jako předsedkyně školské a kulturní komise  ONV v Hradci Králové.